# Вилхелм фон Зулц
Вилхелм фон Зулц (на немски: Wilhelm von Sulz; † ок. 10 август 1565) е граф на Зулц и байлиф на Люцелщайн.
Той е големият син на граф Йохан Лудвиг I фон Зулц († 1547) и съпругата му Елизабет фон Цвайбрюкен-Лихтенберг(† 1575), дъщеря на граф Райнхард фон Цвайбрюкен, господар на Цвайбрюкен-Бич-Лихтенберг († 1532) и вилдграфиня Анна фон Даун († 1541). Брат е на Рудолф († 1552), Алвиг фон Зулц († 1572) и Маргарета († 1568), омъжена за Айтелфриц фон Лупфен ландграф фон Щюлинген († 1567).

## Фамилия
Вилхелм фон Зулц се жени на 4 декември 1548 г. в Пфорцхайм за маркграфиня Мария Клеофа фон Баден (* септември 1515; † 28 август 1580 v Пфорцхайм), дъщеря на маркграф Ернст фон Баден-Пфорцхайм-Дурлах († 1553) и Елизабет фон Бранденбург-Ансбах-Кулмбах († 1518). Те нямат деца.